# Cyclommatus scutellaris
Cyclommatus scutellaris es una especie de coleóptero de la familia Lucanidae.

## Subespecies
- Cyclommatus scutellaris elsae Kriesche, 1920
- Cyclommatus scutellaris scutellaris Mollenkamp, 1912

= Metopodontus scutellaris occipitalis Miwa, 1927

## Distribución geográfica
Habita en Fujian Taiwán.